# Cidaroida
Ordre
L'ordre des cidaroïdes (Cidaroida [′sid·ə′röi·də]) est un groupe d'oursins (échinodermes à symétrie radiale et corps subsphérique), le plus ancien encore existant.

## Caractéristiques

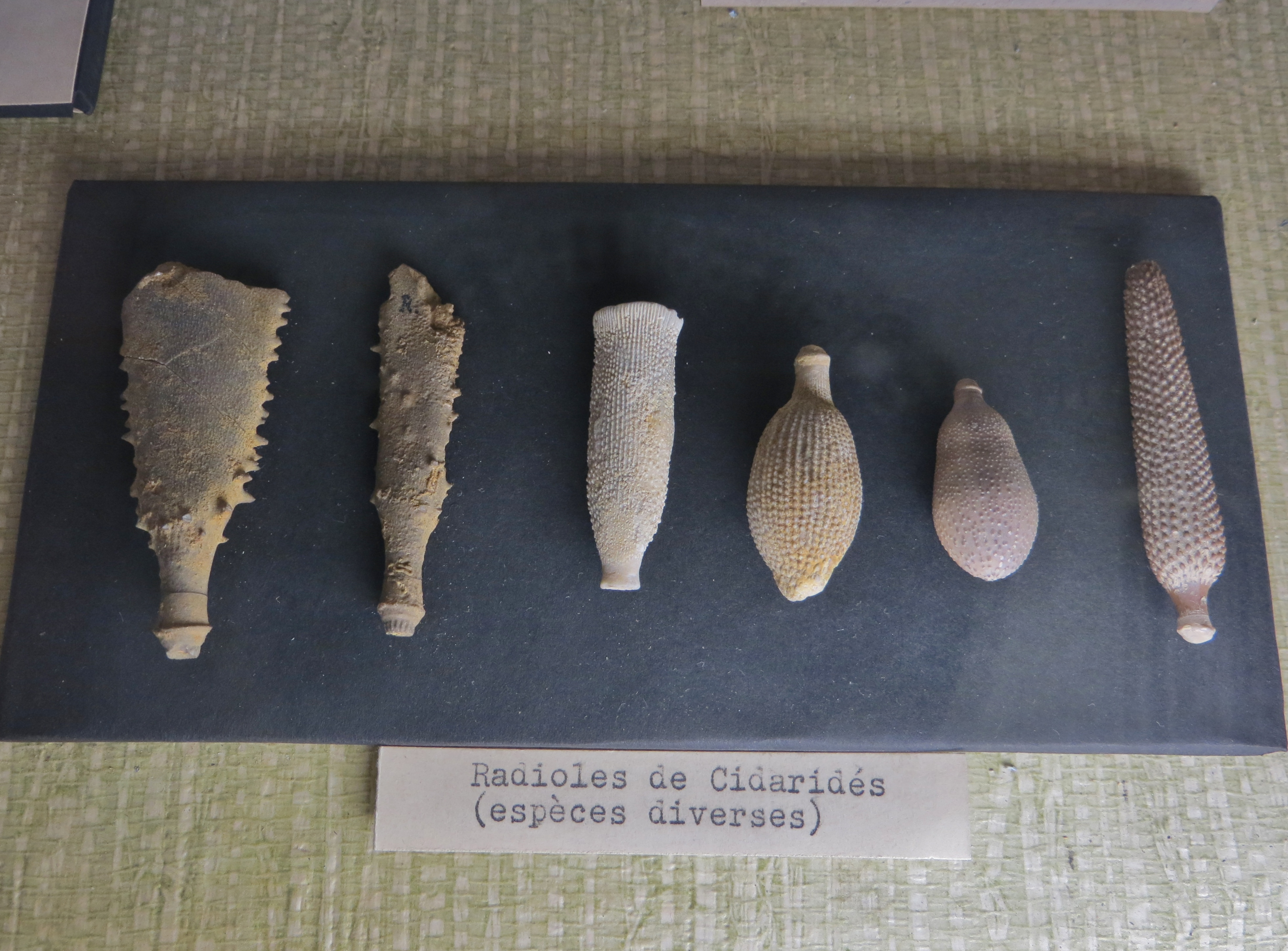
Radioles extravagantes de différents cidaridés fossiles (MNHN).

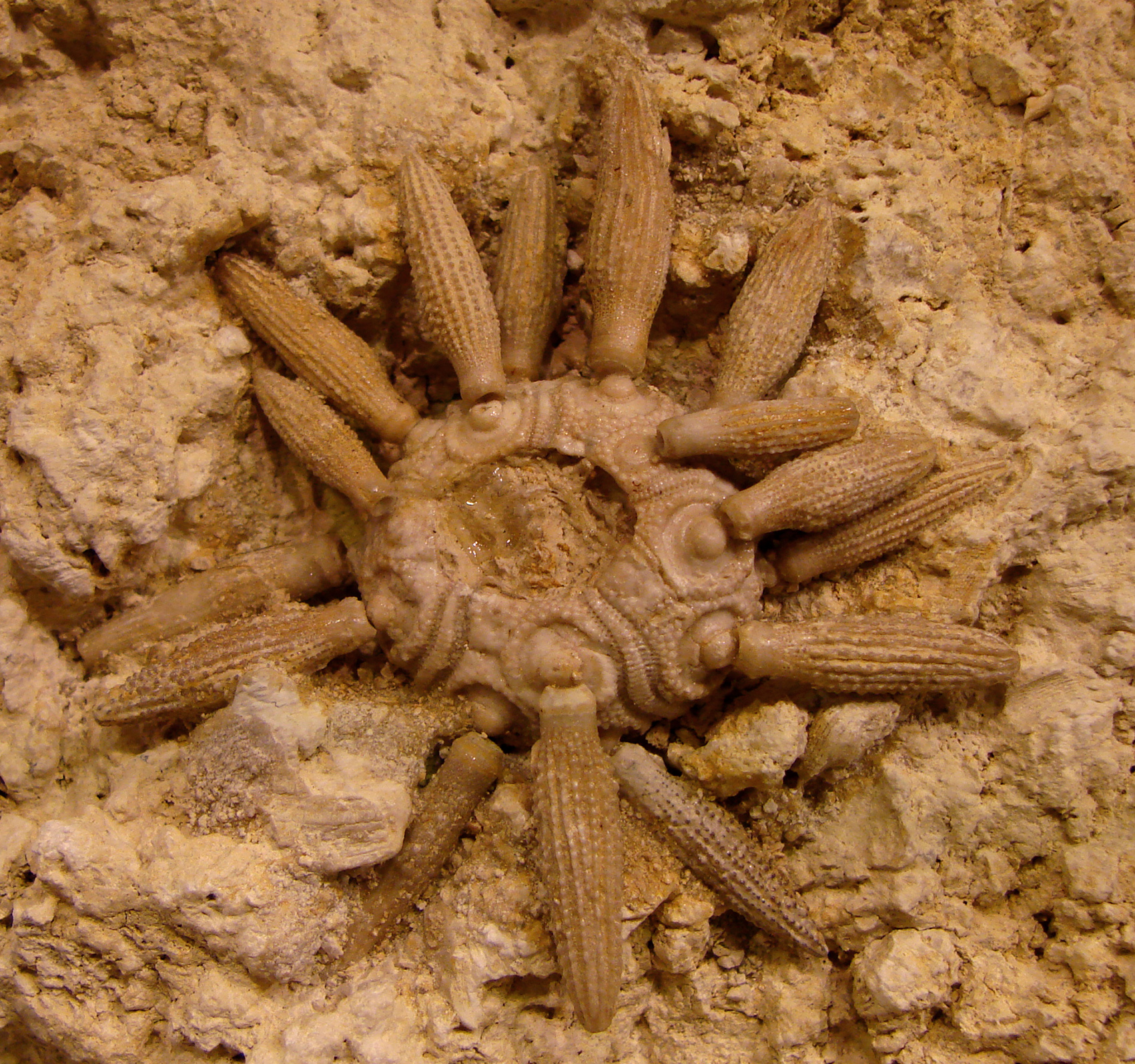
Balanocidaris marginata, une espèce fossile.

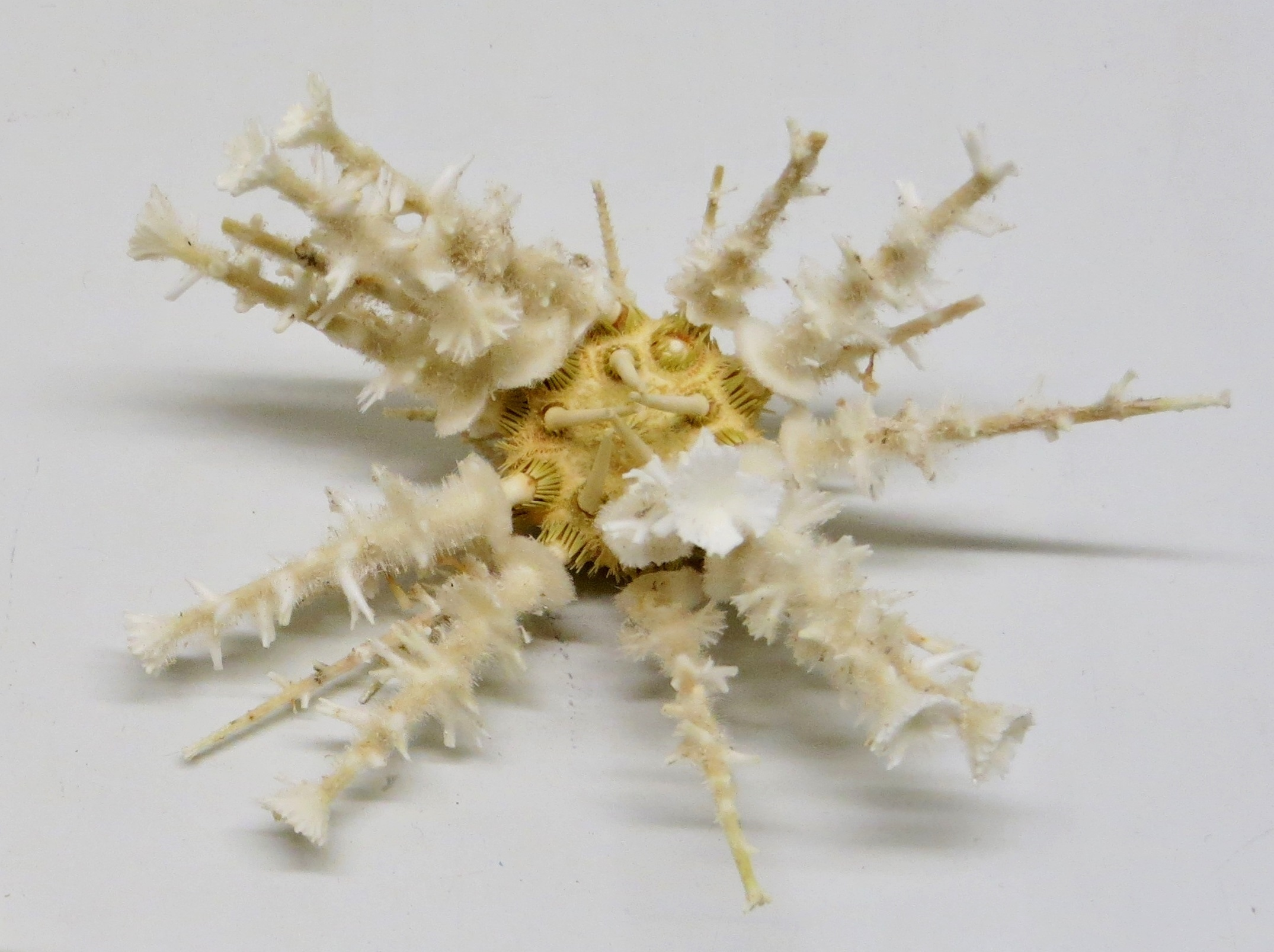
Un oursin séché du genre Goniocidaris, aux radioles extravagantes.

Les Cidaroida sont des oursins réguliers, au test (coquille) globulaire et couvert de radioles (piquants) longues, épaisses et clairsemées. Le test est composé de 20 colonnes de plaques (4x5), les paires de colonnes ambulacraires alternant avec les paires d'interambulacres. Les plaques ambulacraires sont disposées en deux colonnes, avec chaque pour chaque plaque une paire de pores aquifères unique. Les interambulacres sont nettement plus larges que les ambulacres, chaque plaque portant un unique tubercule primaire élargi et protubérant supportant une radiole primaire robuste (sauf chez les Tetracidaris qui en ont deux). Les radioles secondaires sont courtes et plates, ressemblant à des écailles, et elles recouvrent le test et les tubercules pour les protéger.
Contrairement à la plupart des oursins, les radioles primaires des Cidaroida sont nues (leur squelette n'est pas recouvert d'un épiderme), ce qui permet souvent à des algues, des éponges et d'autres organismes de s'y développer. Ces radioles, épaisses et robustes, sont souvent en forme de gros tubes (faisant ressembler certaines espèces à des mines sous-marines), mais peuvent prendre chez certaines espèces des formes spectaculaires (bâtons, lances, massues, boules, tourelles épineuses, conifère...), notamment chez les espèces fossiles,.
La mâchoire (« Lanterne d'Aristote ») porte cinq dents non carénées, en forme de gouttière (type aulodonte) ; les pyramides n'ont pas de foramen magnum. La membrane péri-buccale est large et entièrement recouverte de petites plaques. Il n'y a pas de fentes branchiales ni de « spheridia ». Les pédicellaires sont de forme globifère ou tridentée uniquement. 
Ils sont aussi caractérisés par la présence d'un organe respiratoire primitif, appelé Organe de Stewart, caractéristique des groupes d'oursins les plus primitifs (présent aussi chez les Echinothurioida). 

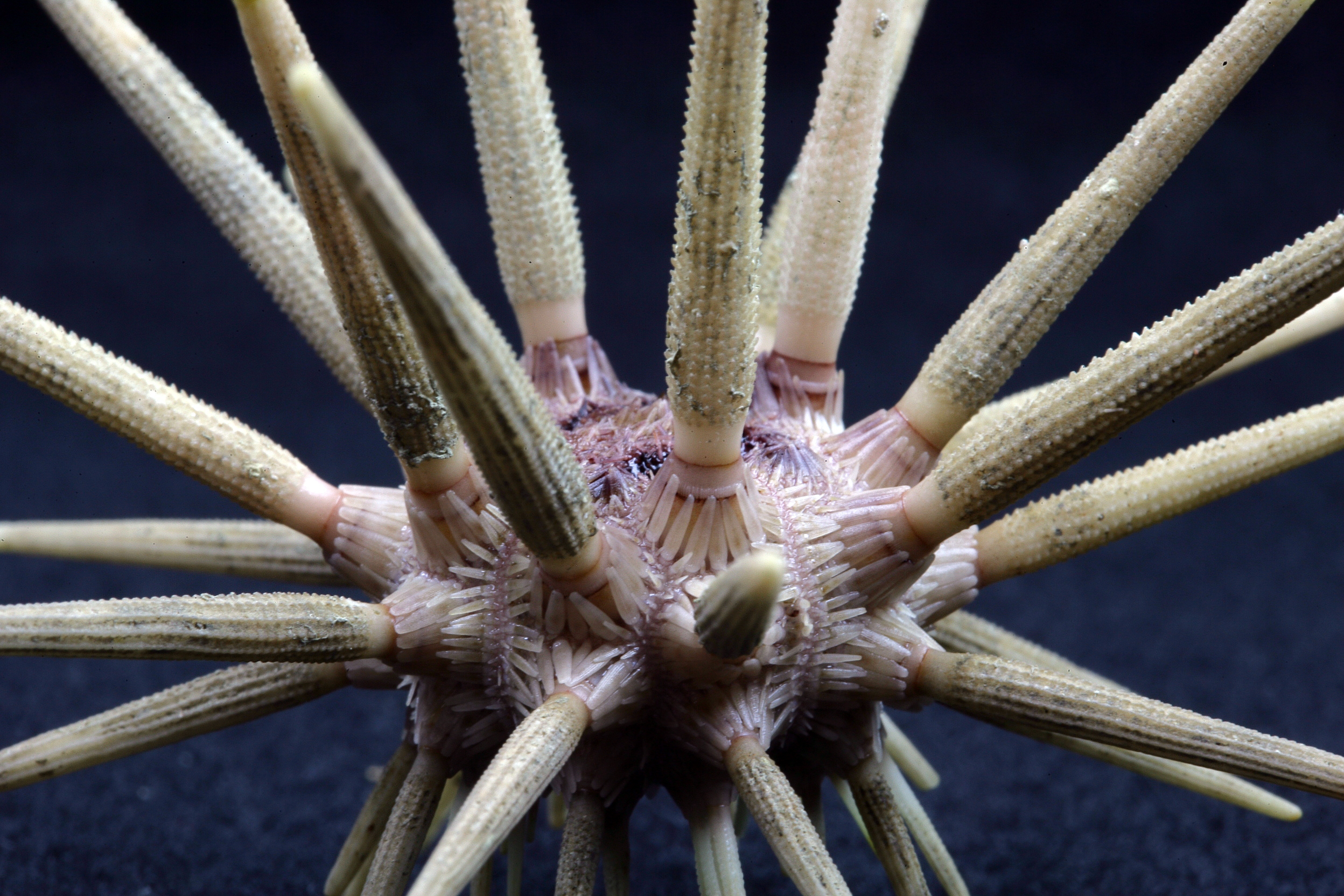
Gros plan sur un oursin du genre Cidaris.
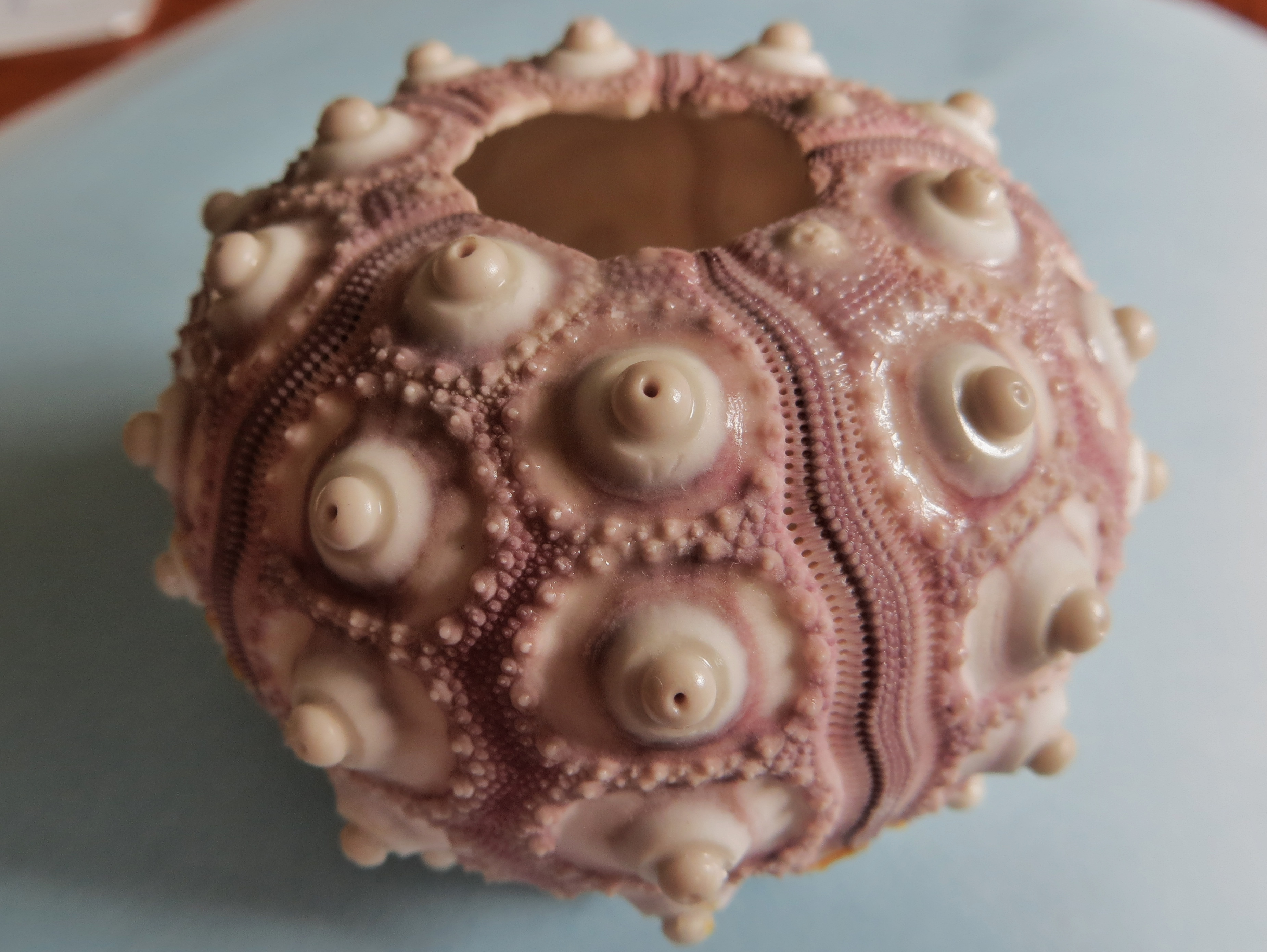
test caractéristique d'un cidaridé (ici Phyllacanthus imperialis, nettoyé)

## Origine
Les Cidaroida font leur apparition au Pridolien (il y a 423,0 ± 2,3 à 419,2 ± 3,2 millions d'années) : ils sont un des ordres d'oursins les plus vieux subsistant encore, et le plus dérivé. Ils connurent d'importantes radiations évolutives dans leur histoire, mais peu de clades subsistent aujourd'hui, souvent confinés aux grandes profondeurs, supplantés ailleurs par les Euechinoidea (oursins « modernes »).

## Taxinomie
Ce groupe comporte actuellement 156 espèces, réparties en 31 genres dans 4 familles contemporaines. Mais on en compte plusieurs centaines d'espèces fossiles. 
Liste des sous-familles actuelles :
| Selon World Register of Marine Species (10 septembre 2013) : ... - famille Anisocidaridae Vadet, 1999 † - super-famille Cidaridea Gray, 1825 - famille Cidaridae Gray, 1825 -- 24 genres actuels (116 espèces) - famille Ctenocidaridae Mortensen, 1928a -- 5 genres actuels (23 espèces) - famille Paurocidaridae Vadet, 1999a † - famille Diplocidaridae Gregory, 1900 † - famille Heterocidaridae Mortensen, 1934 † - super-famille Histocidaroidea Lambert, 1900 - famille Histocidaridae Lambert, 1900 -- 1 genre actuel (16 espèces) - famille Psychocidaridae Ikeda, 1936 -- 1 genre actuel (1 espèce) - famille Miocidaridae Durham & Melville, 1957 † - famille Polycidaridae Vadet, 1988 † - famille Rhabdocidaridae Lambert, 1900 † - famille Serpianotiaridae Hagdorn, 1995 † - famille Triadocidaridae Smith, 1994c [Hagdorn, 1995 selon l'Echinoid Directory] † | Selon ITIS (10 septembre 2013) : - Cidaridae (Gray, 1825) - Psychocidaridae (Ikeda, 1936) |

Cet ordre compte actuellement 146 espèces vivantes, et de très nombreux groupes éteints.

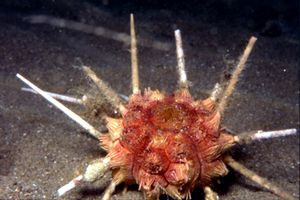
Stylocidaris affinis (Cidaridae)
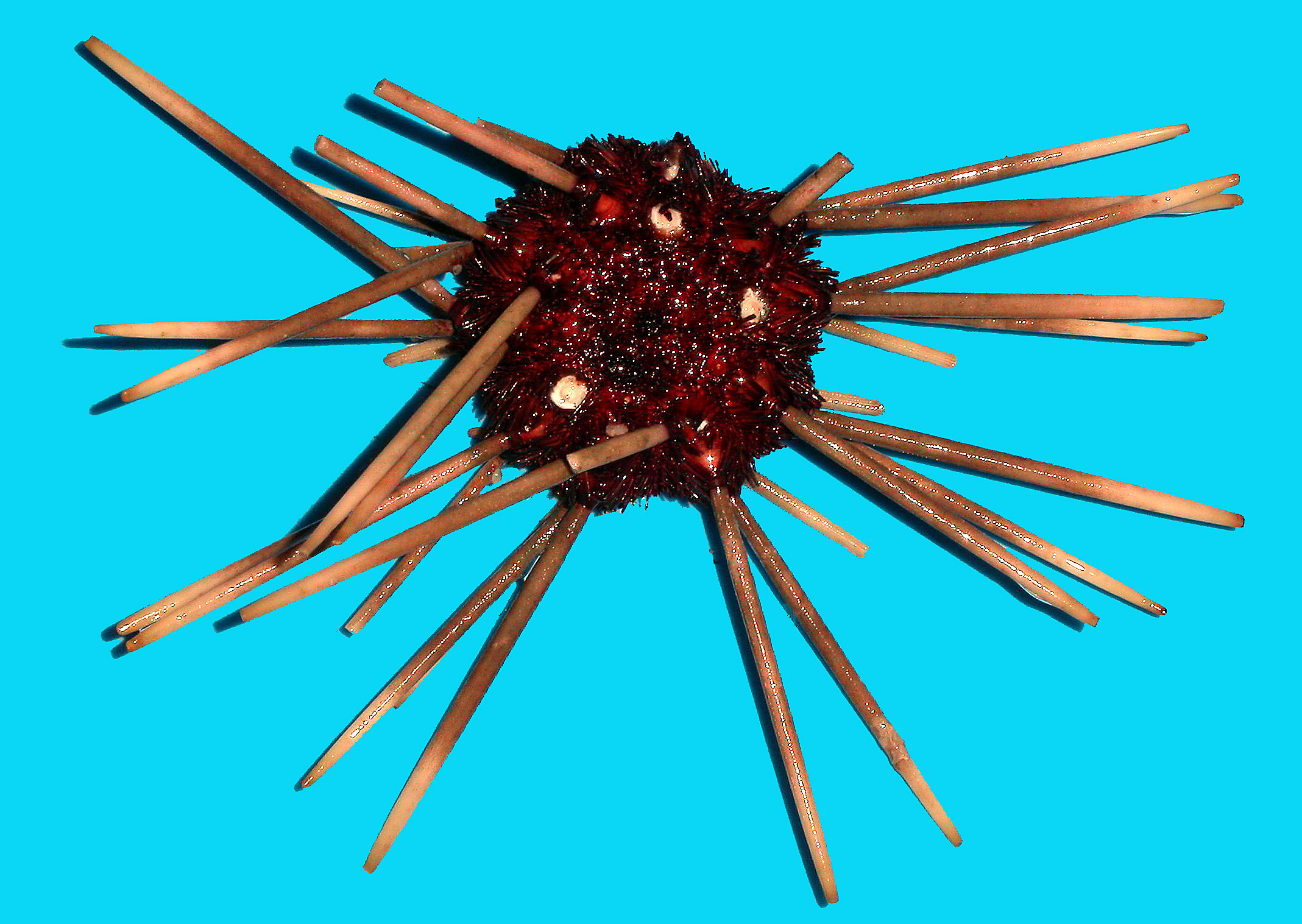
Notocidaris sp. (Ctenocidaridae)
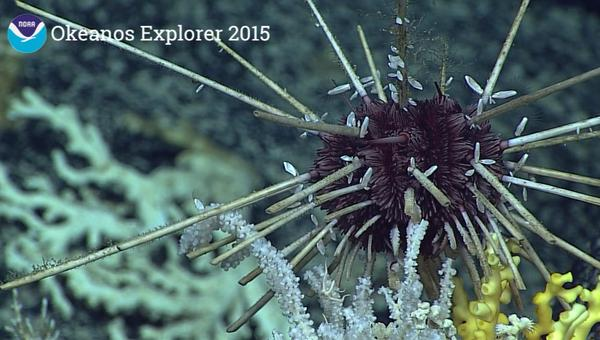
Histocidaris variabilis (Histocidaridae)
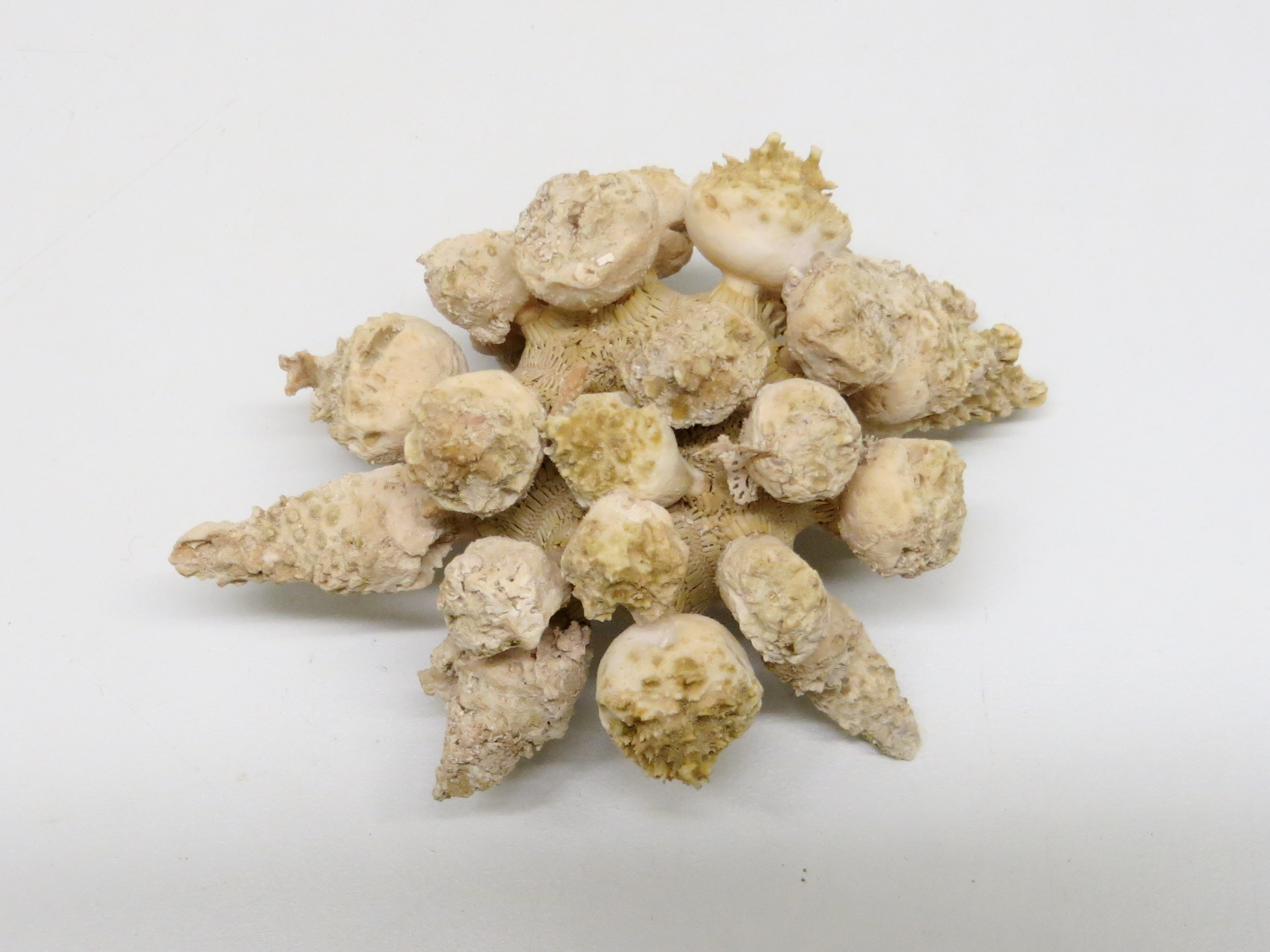
Tylocidaris ohshimai (Psychocidaridae)
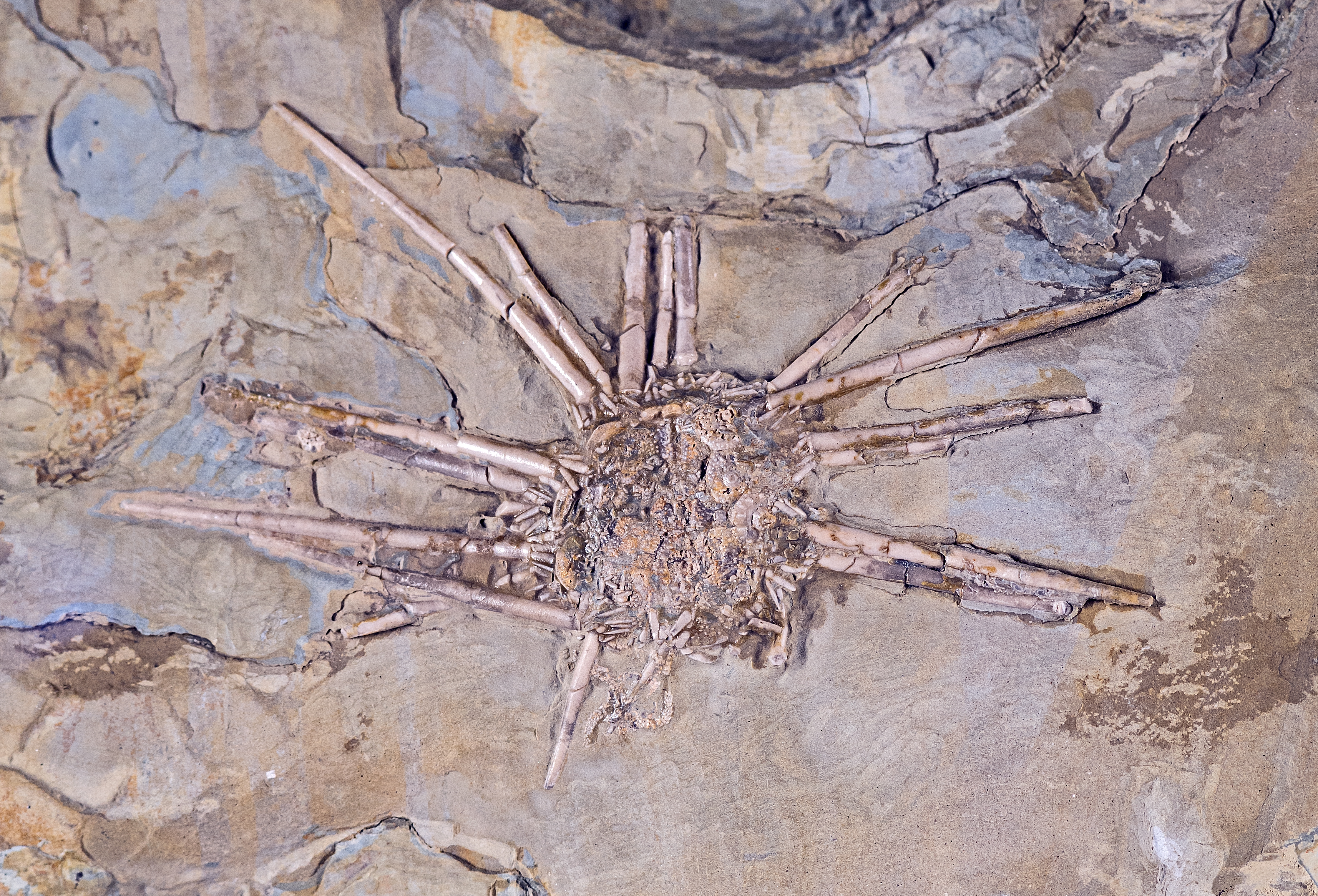
Miocidaris coaeva (Miocidaridae fossile)
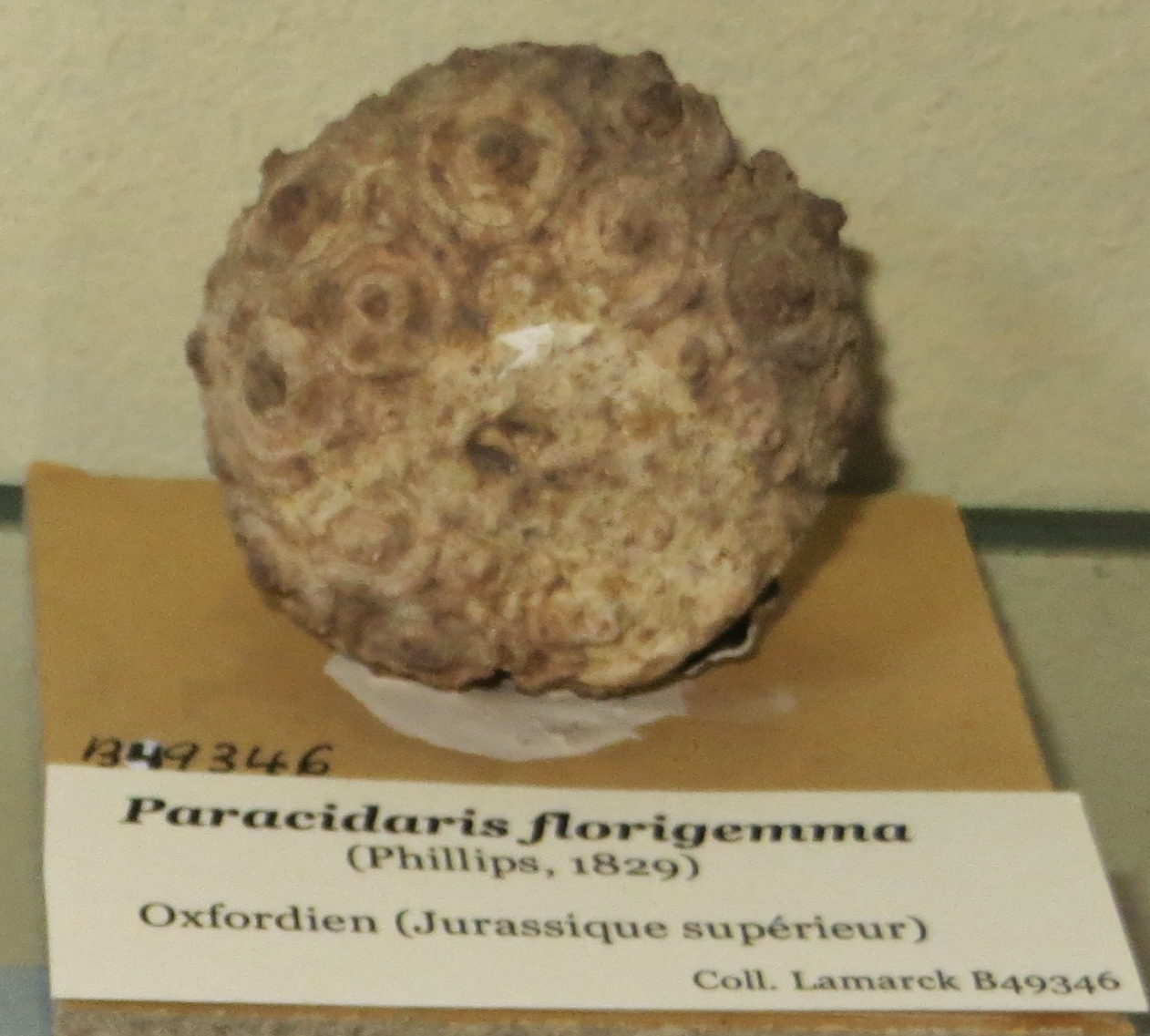
Paracidaris florigemma (Polycidaridae fossile)

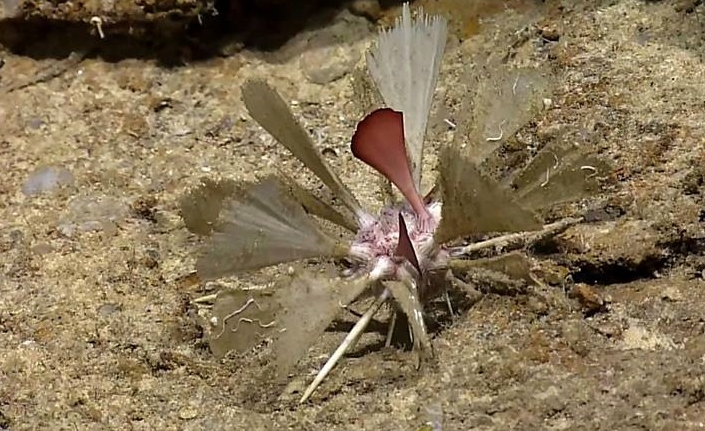
Cidaris blakei dans les abysses des Caraïbes.
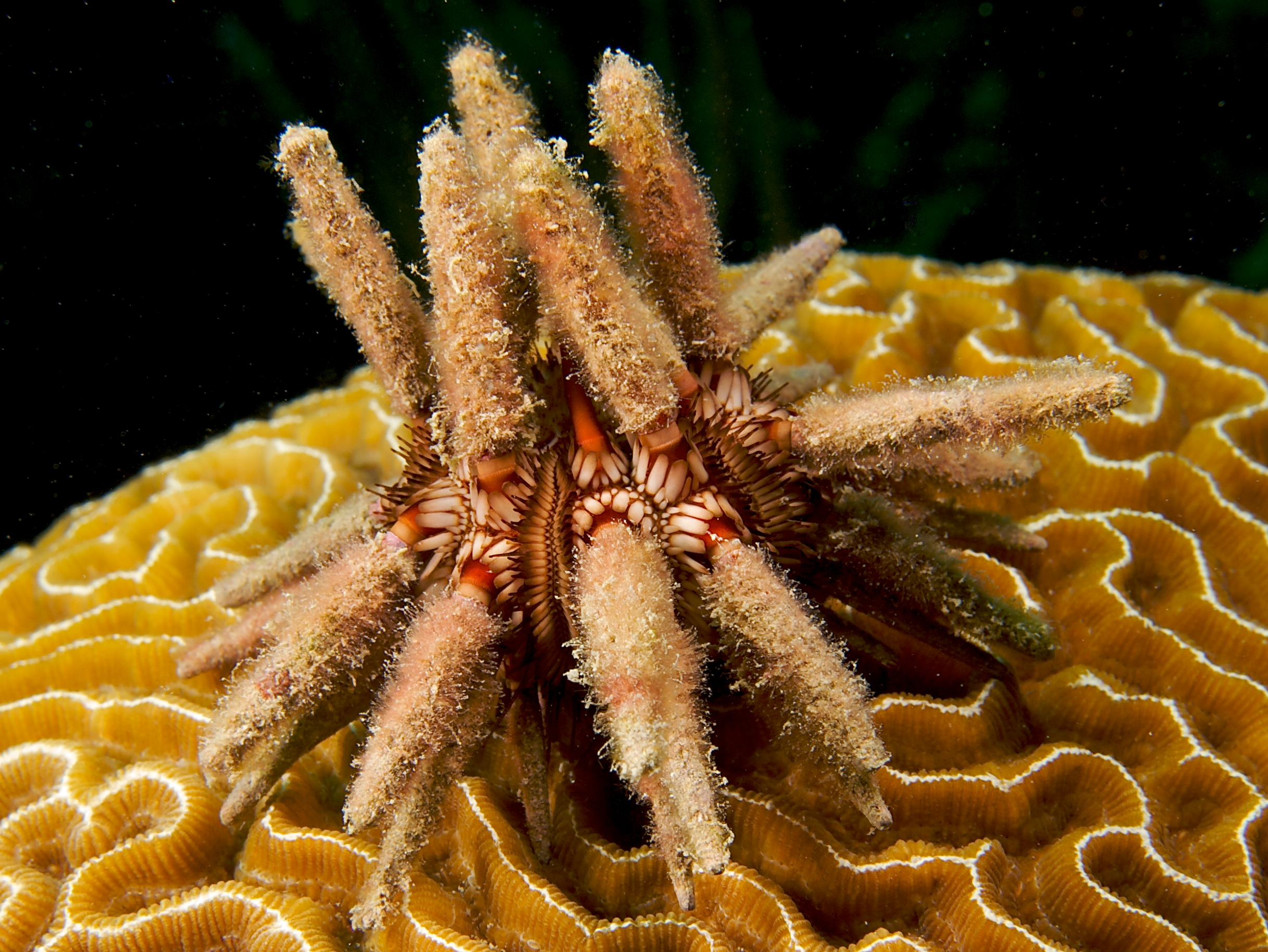
Eucidaris tribuloides (« oursin-lance antillais »).
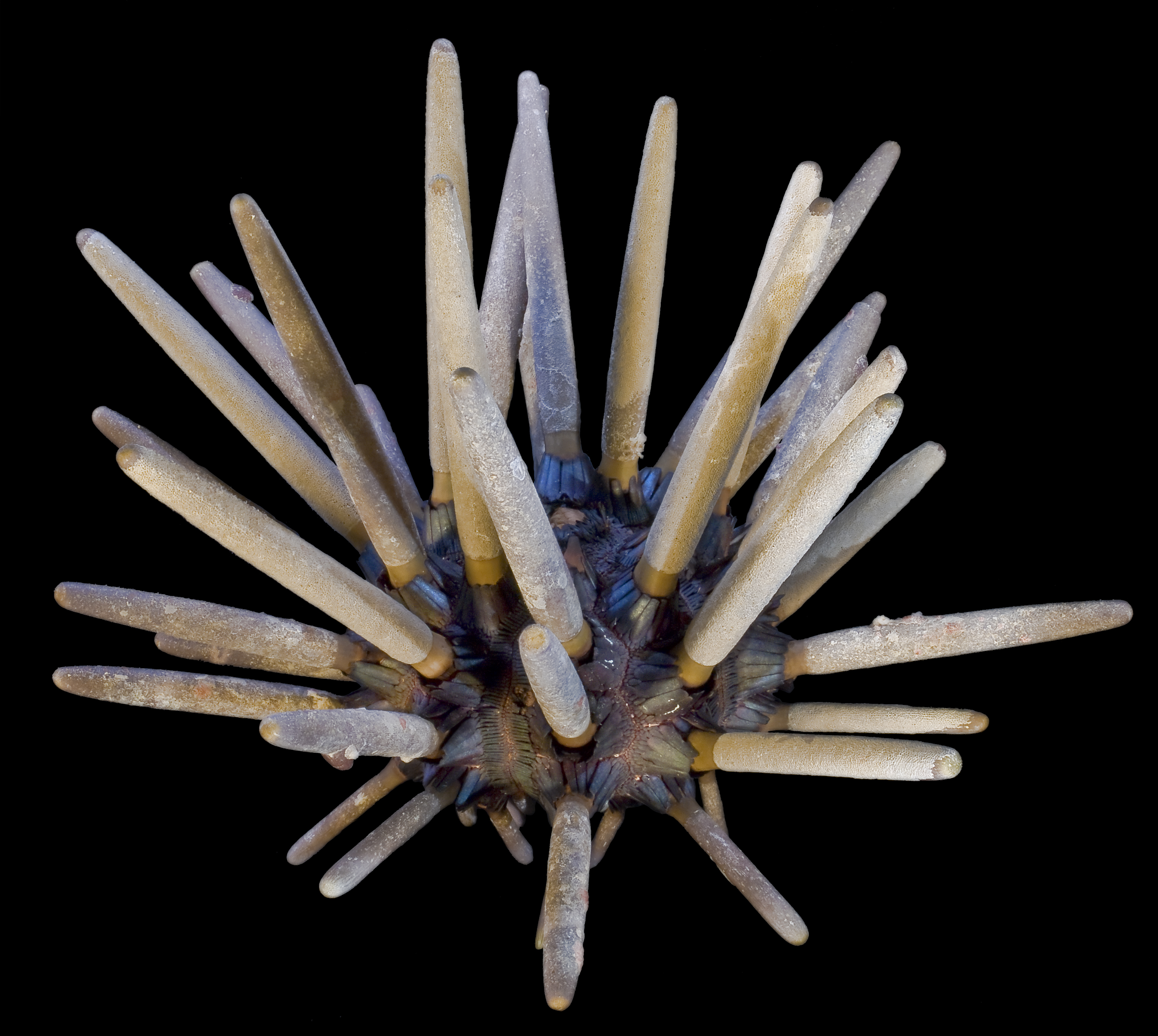
Phyllacanthus imperialis, une espèce commune à faible profondeur
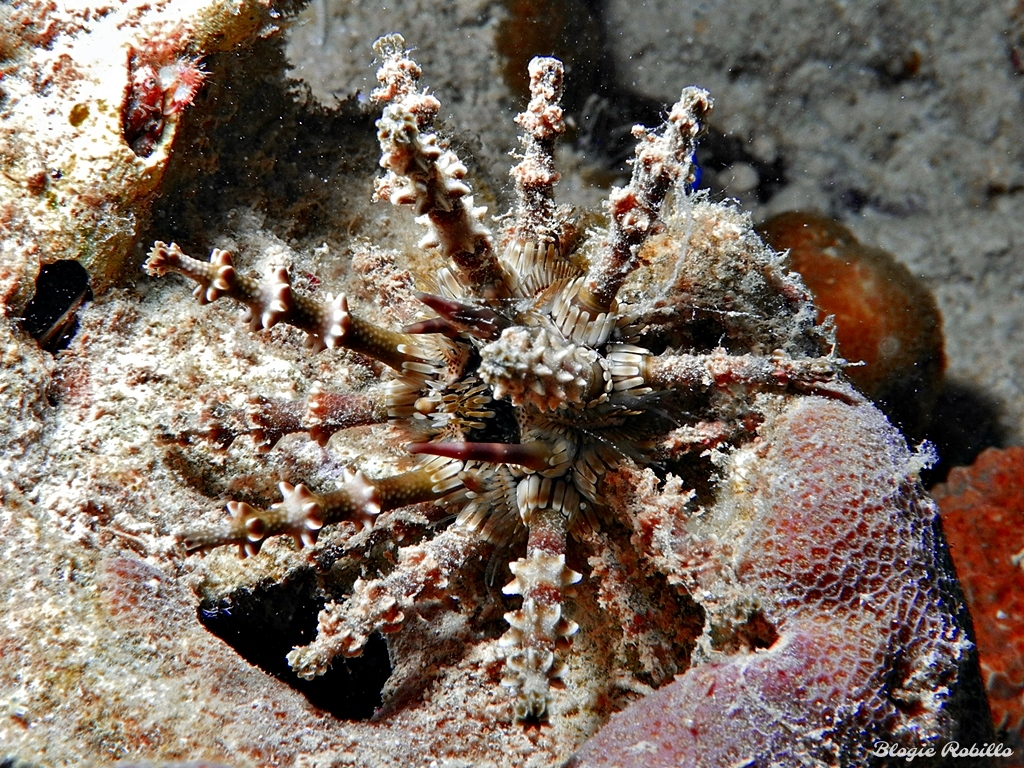
Plococidaris verticillata
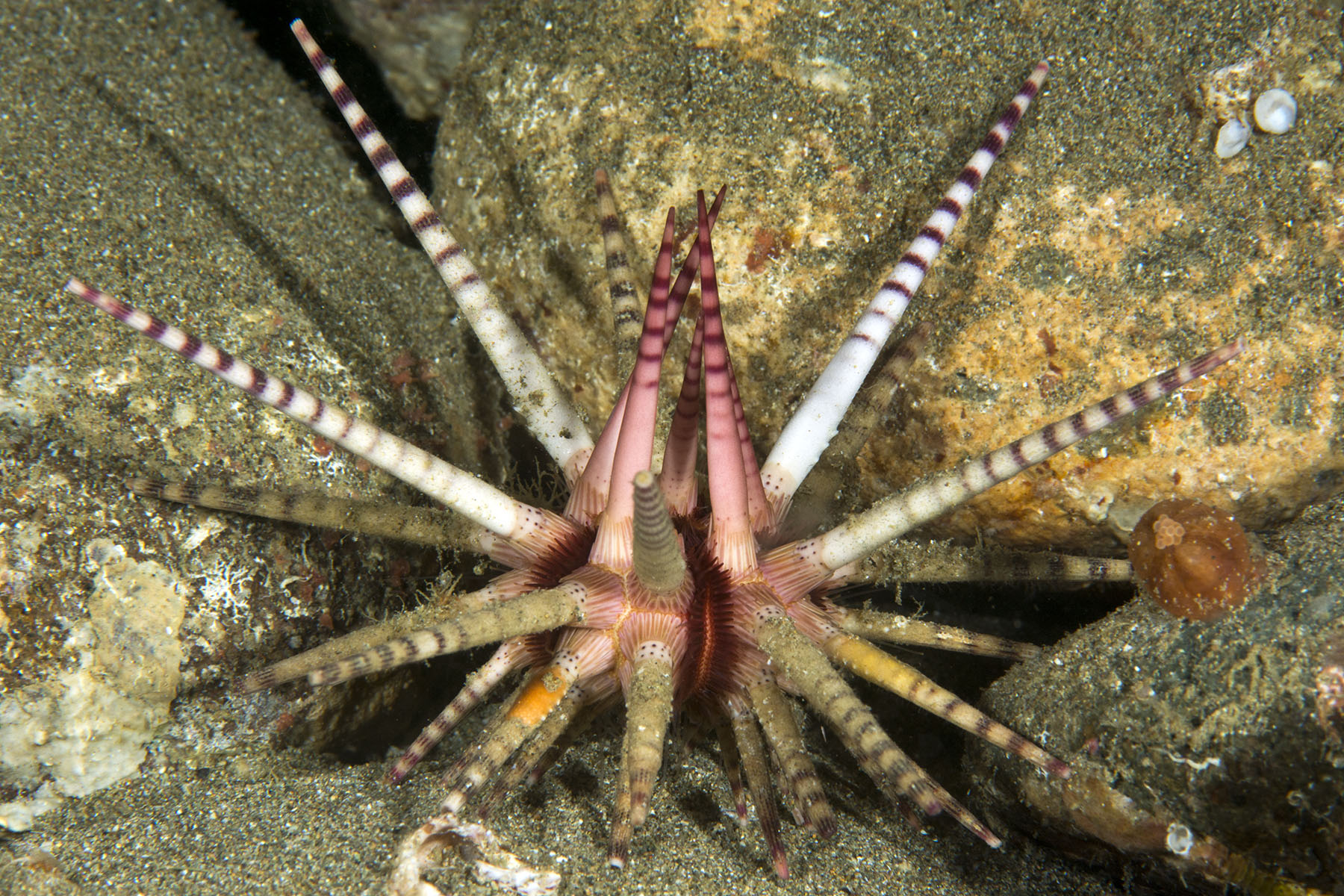
Prionocidaris baculosa
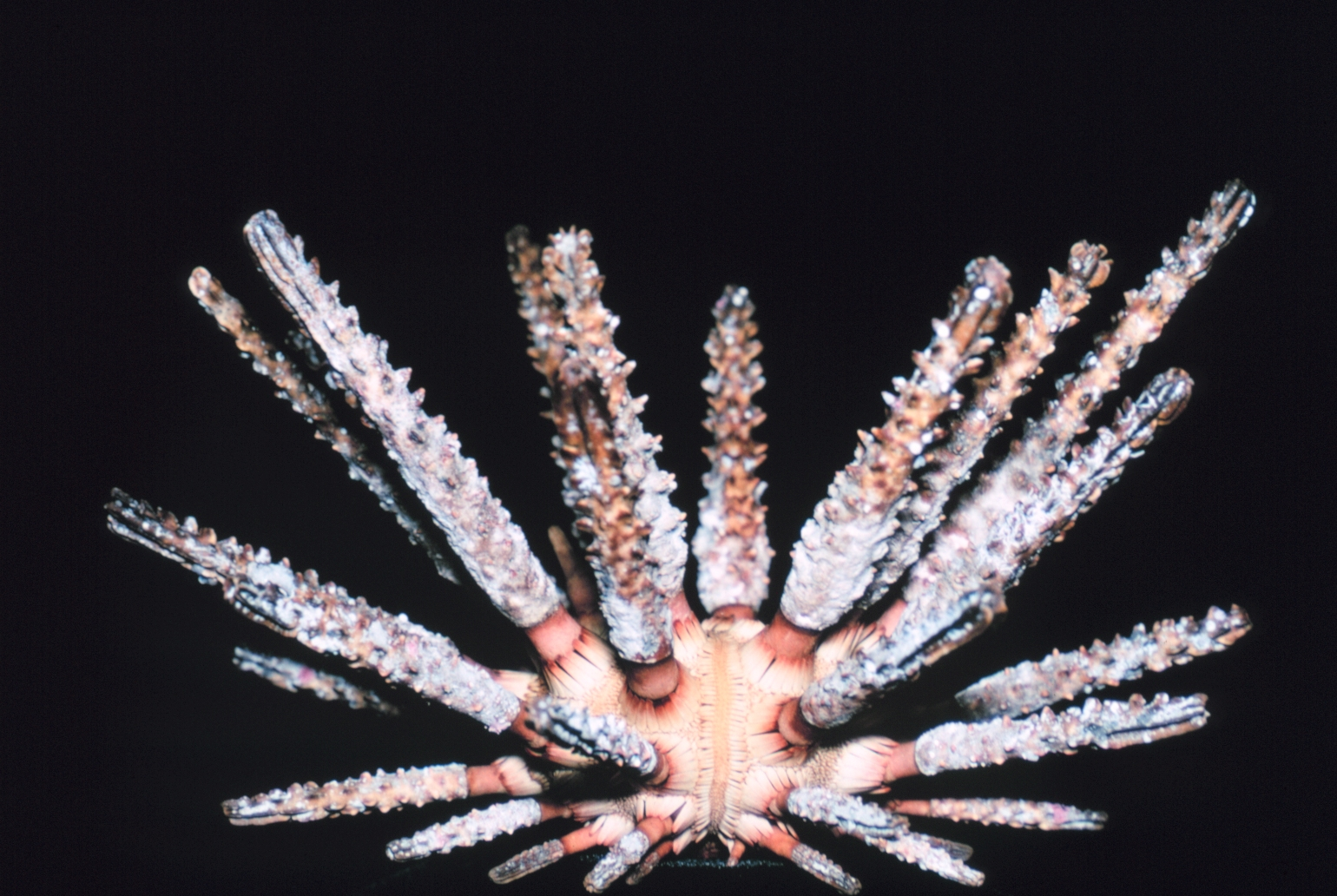
Chondrocidaris gigantea.